# Перес, Патрисио
Патри́сио Па́бло Пе́рес (исп. Patricio Pablo Pérez; родился 27 июня 1985 года, Буэнос-Айрес, Аргентина) — аргентинский футболист, атакующий полузащитник, тренер.

## Клубная карьера
Перес начал профессиональную карьеру в клубе «Велес Сарсфилд». В 2002 году он дебютировал за основной состав в аргентинской Примере. Для получения игровой практики Патрисио на правах аренды выступал за мексиканский «Леон», чилийский «Эвертон», а также «Чакарита Хуниорс» и «Сан-Мартин Тукуман». В 2005 году он стал чемпионом Аргентины. Летом 2009 года Перес перешёл в «Дефенса и Хустисия». 1 сентября в матче против своего бывшего клуба «Сан-Мартин Тукуман» он дебютировал за новую команду. В поединке против КАИ Патрисио забил свой первый гол за «Дефенса и Хустисия».
Летом 2010 года Перес перешёл в австралийский «Сентрал Кост Маринерс». 28 августа в матче против «Сиднея» он дебютировал в A-Лиге. В этом же поединке Патрисио забил свой первый гол за «Сентрал Кост Маринерс».
Летом 2011 года Перес вернулся на родину, присоединившись к «Олл Бойз». 6 августа в матче против «Бельграно» он дебютировал за новую команду. В начале 2012 года Патрисо перебрался в Бока Унидос. 4 февраля в матче против «Индепендьенте Ривадавия» он дебютировал за новый клуб. 24 марта в поединке против «Росарио Сентраль» Перес забил свой первый гол за «Бока Унидос». Летом того же года Патрисио перешёл в «Патронато». 12 августа в матче против «Дуглас Хейг» он дебютировал за новую команду. В этом же поединке Перес забил свой первый гол за «Патронато».
Летом 2013 года Патрисио подписал контракт с колумбийским «Онсе Кальдас». 11 августа в матче против «Депортес Толима» он дебютировал в Кубке Мустанга. 30 августа в поединке против «Энвигадо» Перес забил свой первый гол за «Онсе Кальдас». В начале 2017 года Патрисо вернулся на родину, присоединившись к «Экскурсионистас». 18 марта в матче против «Тристан Суарес» он дебютировал за новый клуб. 11 мая в поединке против «Депортиво Эспаньол» Перес забил свой первый гол за «Экскурсионистас».
Летом 2017 года Патрисио перешёл в столичный «Комуникасьонес». 23 октября в матче против «Атлетико Сан-Мигель» он дебютировал за новый клуб. Летом 2017 года Перес присоединился к «Атлетико Сан-Мигель». 16 сентября в матче против «Депортиво Риестры» он дебютировал за новую команду.

## Международная карьера
В 2005 году в составе молодёжной сборной Аргентины Перес выиграл молодёжный чемпионат мира в Нидерландах.

## Достижения
Командные
 «Велес Сарсфилд»
- Чемпионат Аргентины по футболу — Клаусура 2005

Международные
 Аргентина (до 20)
- Молодёжный чемпионат мира — 2005